# Queda de água
A queda de água, também chamada de queda-d'água, cachoeira, cascata, salto, catadupa ou catarata, é uma formação geomofológica resultante de processos erosivos causados pela passagem d'água, formando degraus com desnível acentuado. Pode se localizar em um rio, córrego, lago ou massa d'água, onde a água flui sobre uma queda vertical ou uma série de quedas íngremes. Cachoeiras também ocorrem onde a água do degelo cai sobre a borda de um aicebergue tabular ou plataforma de gelo.
As quedas de água podem ser formadas de várias maneiras, mas o método mais comum de formação é que um rio corre sobre uma camada superior de rocha resistente antes de cair em uma rocha mais macia, que erode mais rapidamente, levando a uma queda cada vez mais alta. As cachoeiras foram estudadas por seu impacto nas espécies que vivem dentro e ao redor delas.
Os humanos têm uma relação distinta com as quedas de água há anos, viajando para vê-las, explorando-as e nomeando-as. Eles podem apresentar barreiras formidáveis à navegação ao longo dos rios. São locais religiosos em muitas culturas. Desde o século XVIII eles têm recebido maior atenção como destinos turísticos, fontes de energia hidrelétrica e, principalmente desde meados do século XX, como objetos de pesquisa.

## Tipos de quedas de água
CatarataTem este nome quando a queda de água é de grande caudal e em forma de cortina.

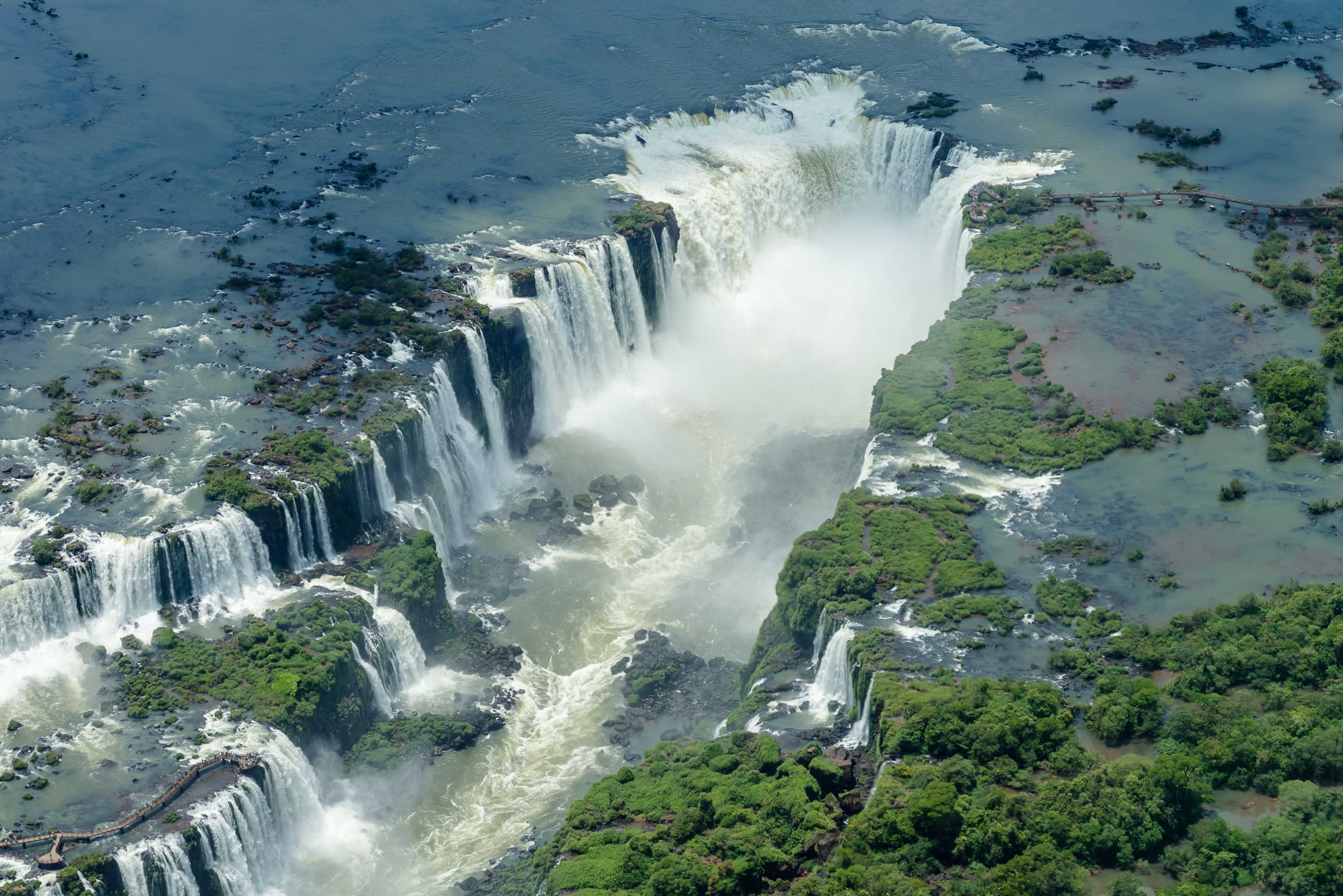
Cataratas do Iguaçu
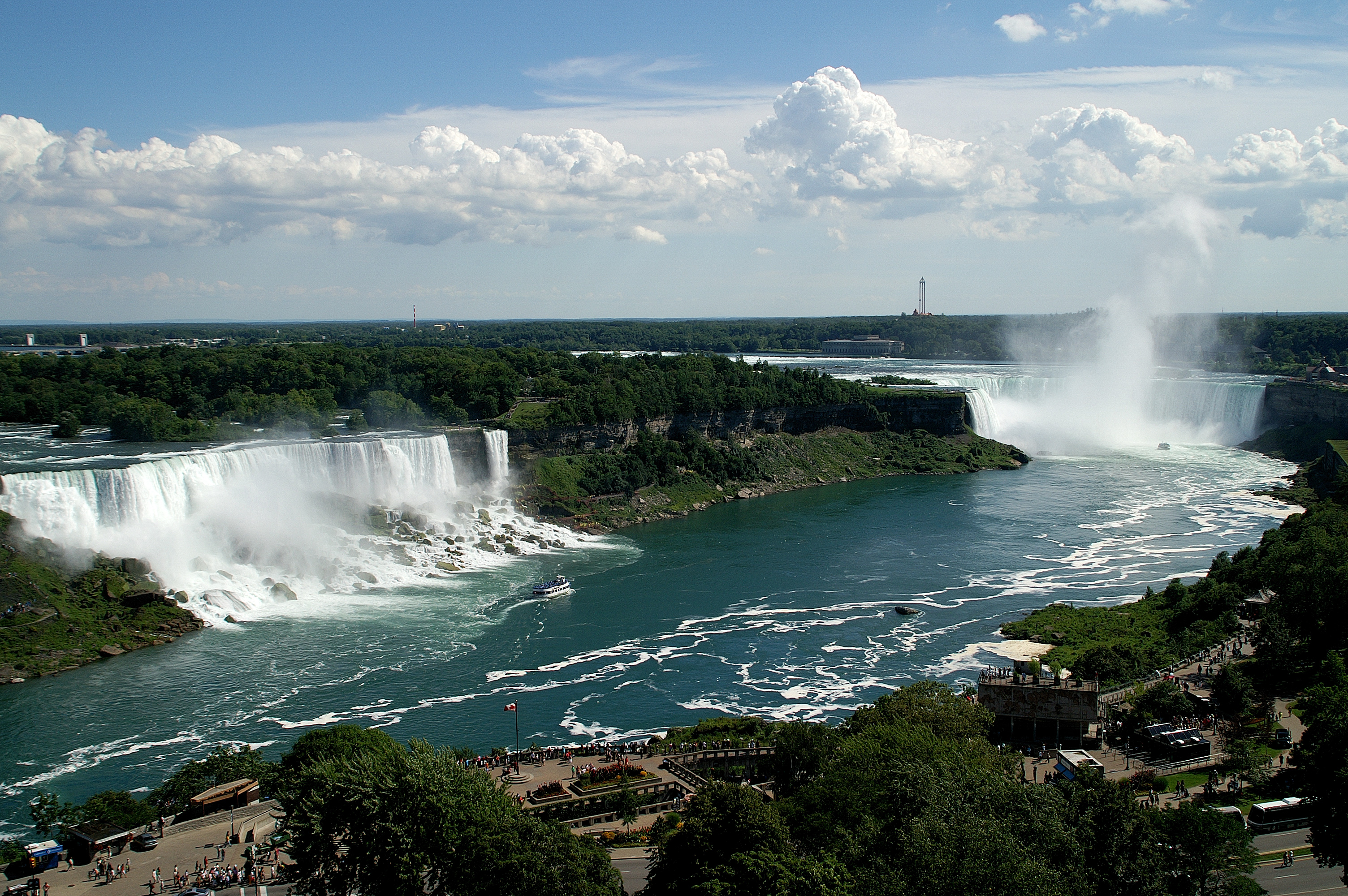
Cataratas do Niágara
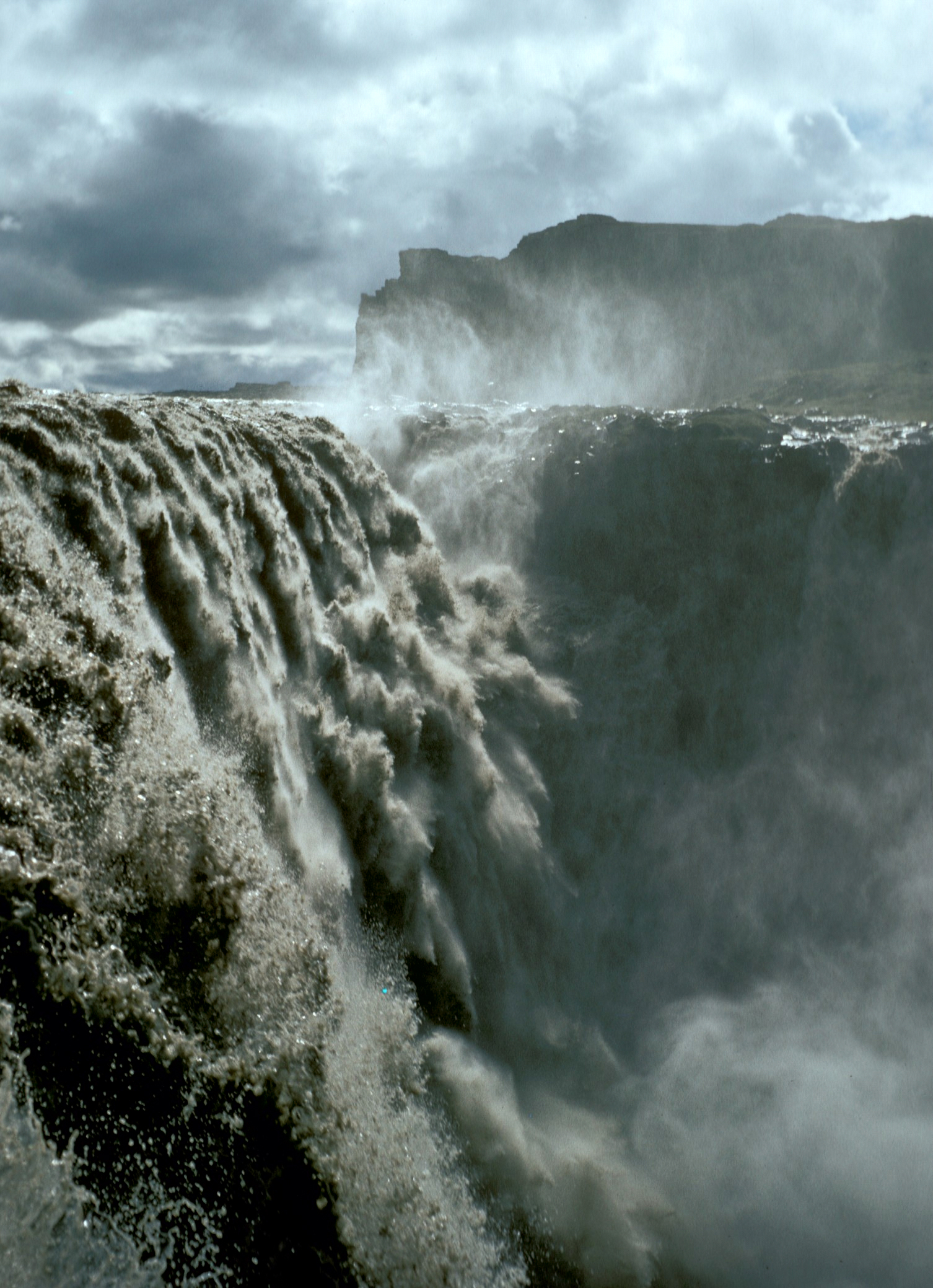
Catarata de Dettifoss
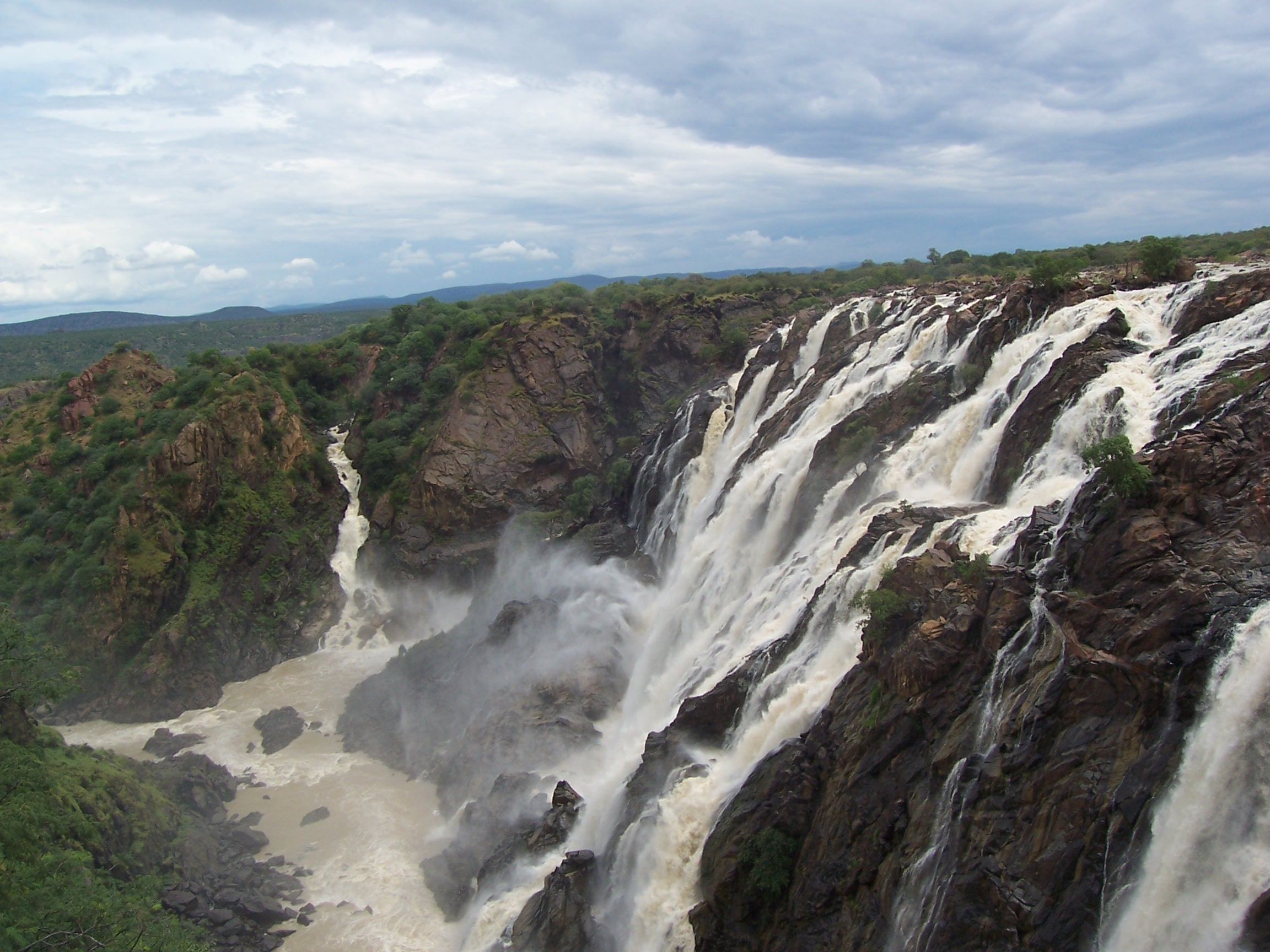
Quedas do Ruacaná

SaltoTem este nome quando a queda é em forma de esguicho, e em queda ininterrupta de grande altura.

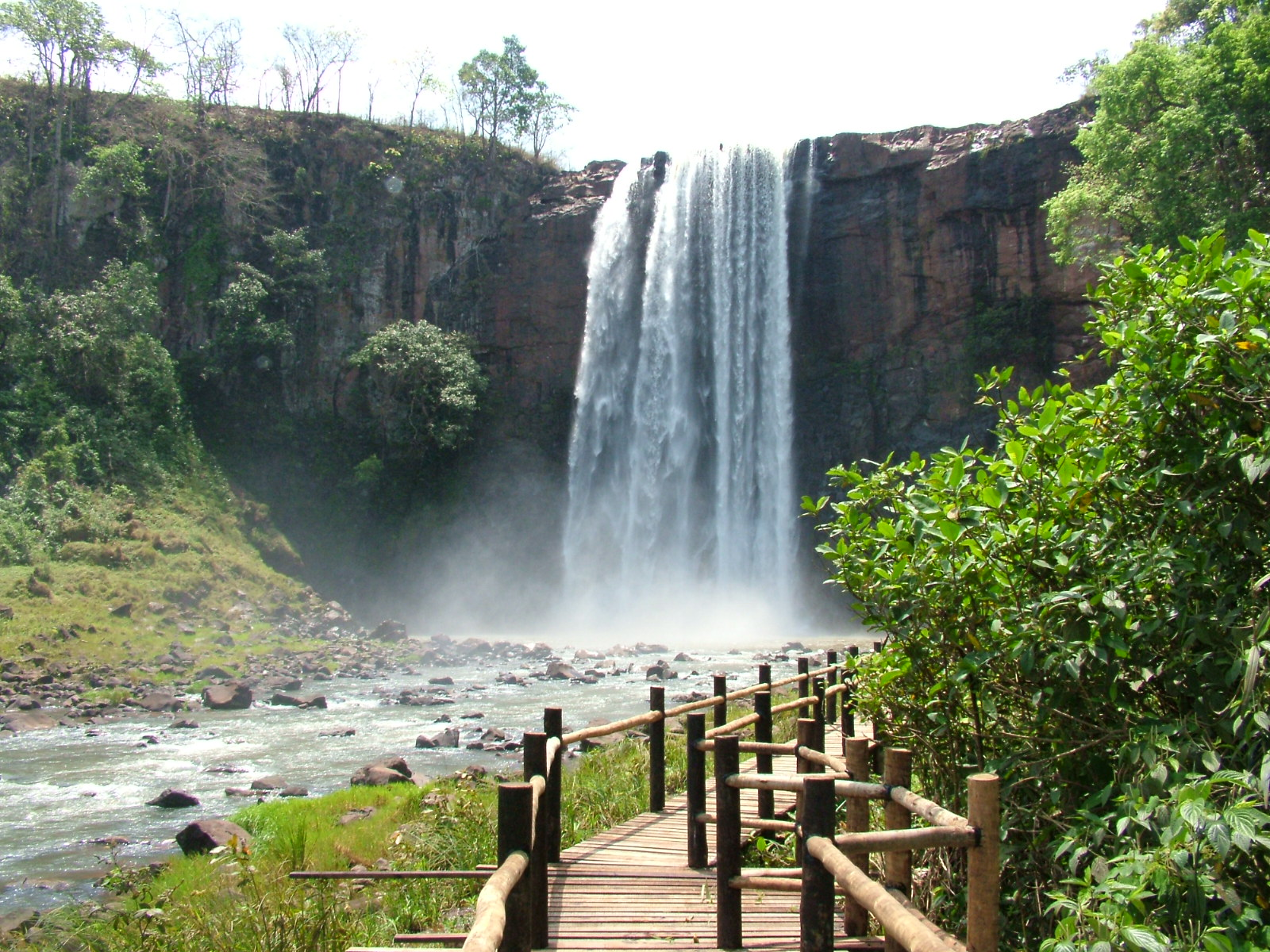
Salto do Sucuriú

CascataTem este nome quando a queda é desde uma massa de rochas de inclinação irregular, no sentido vertical, com a qual a água desliza sobre uma série de declives acidentados.

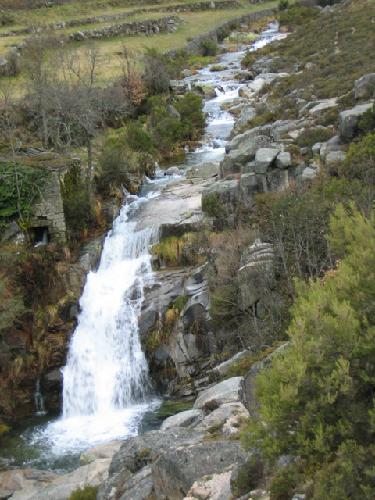
Cascata de Agarez
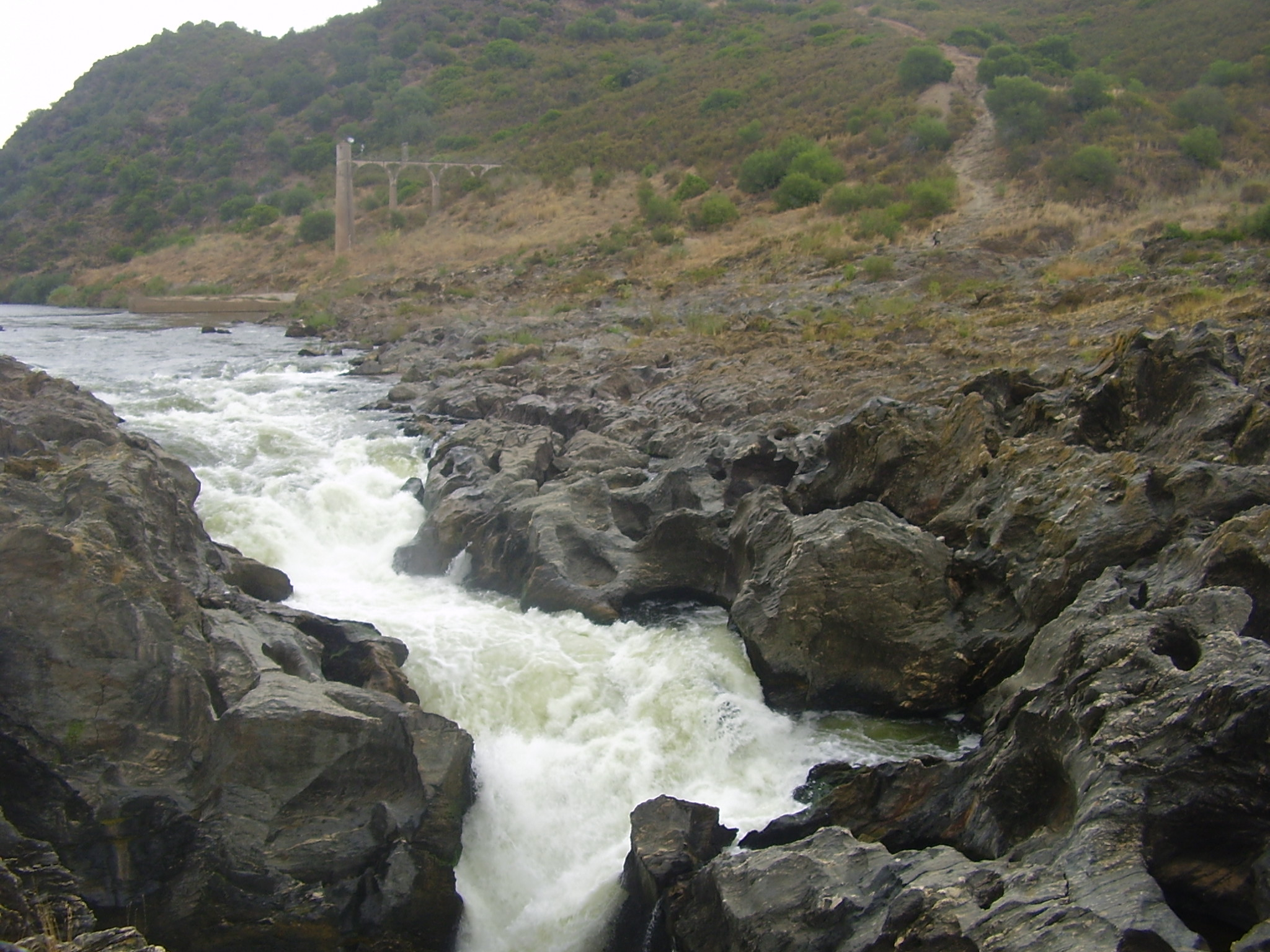
Cascata do Pulo do Lobo
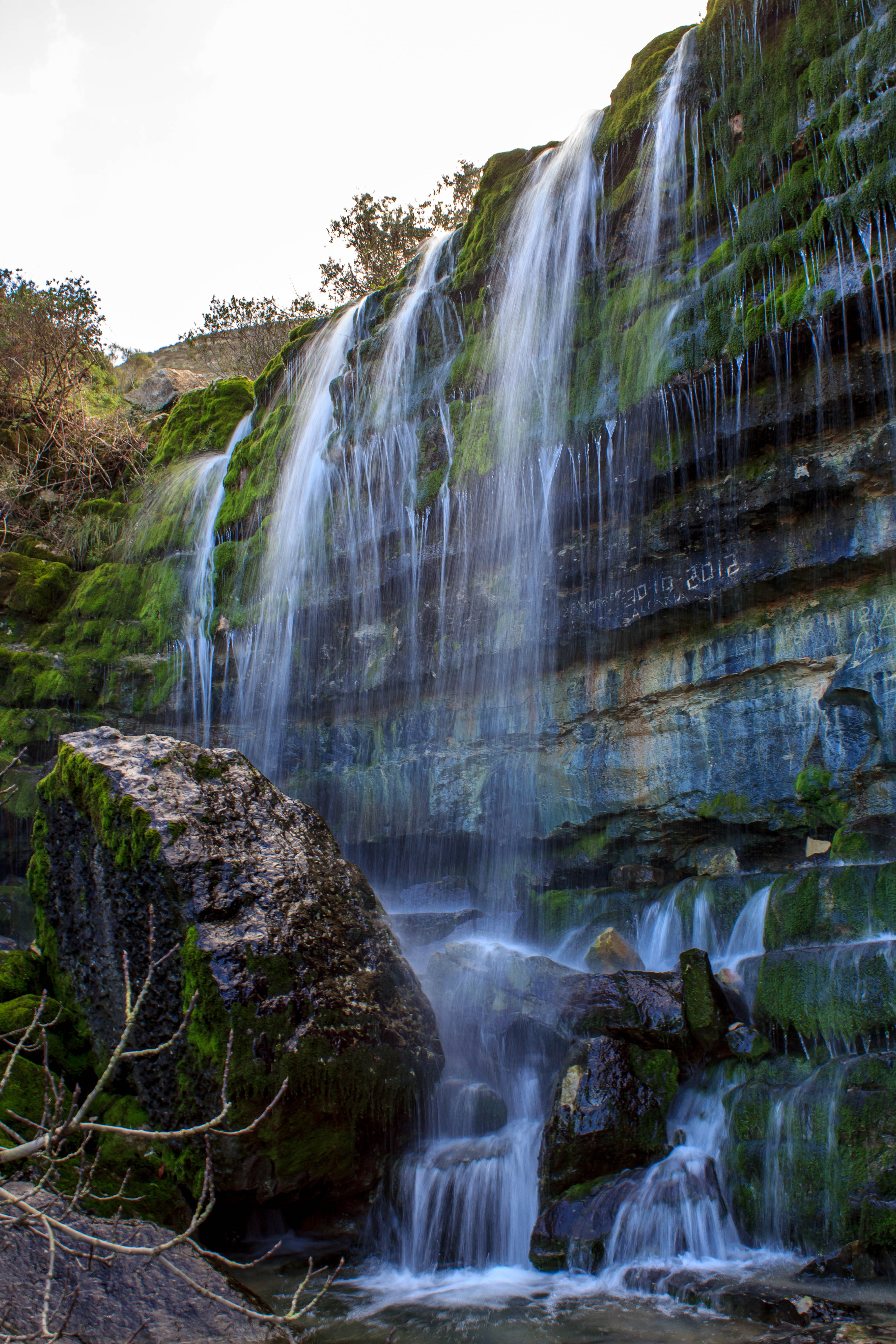
Cascata da Fórnea
Cascata do Caracol
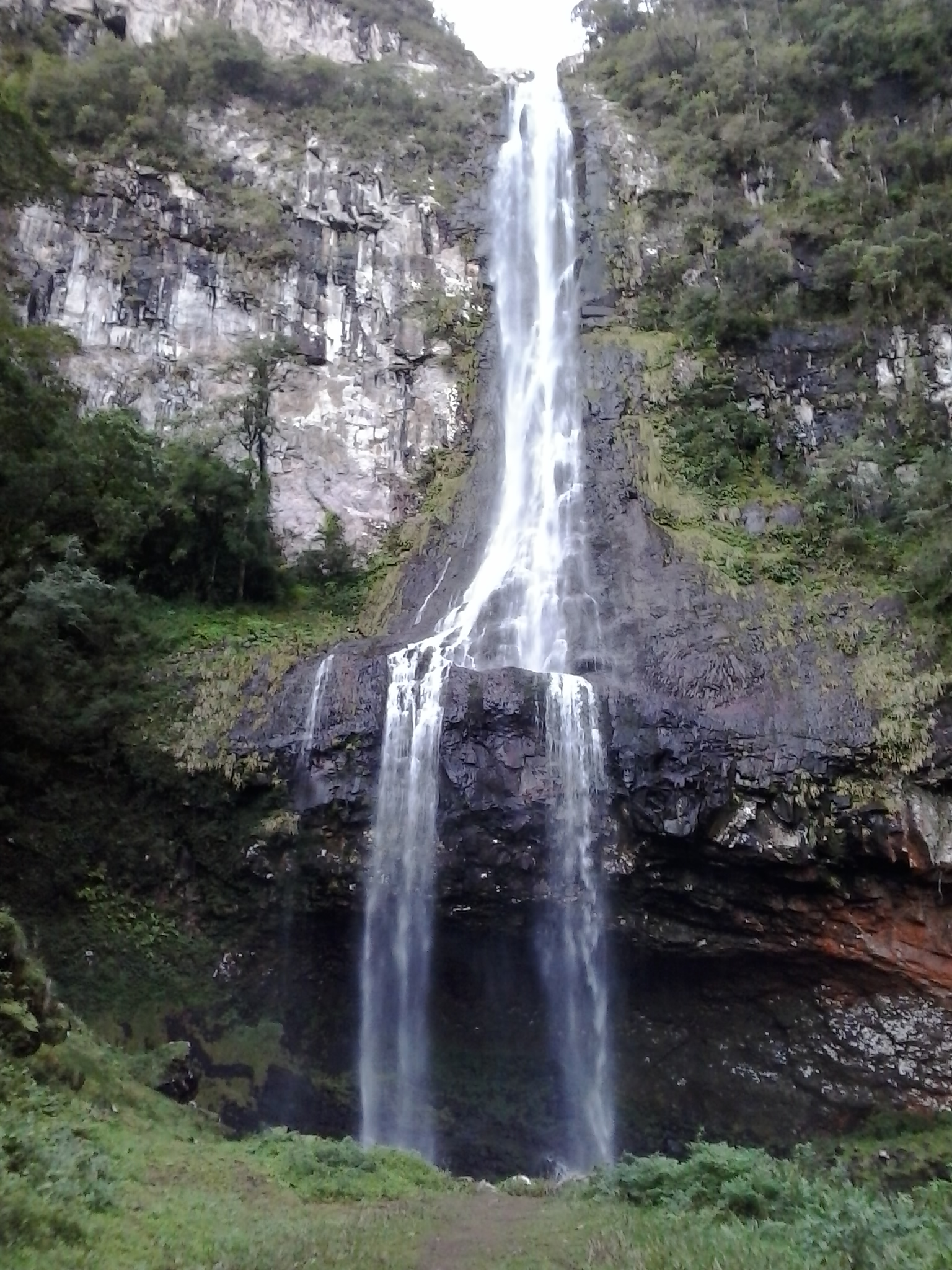
Cascata da Pedra Branca
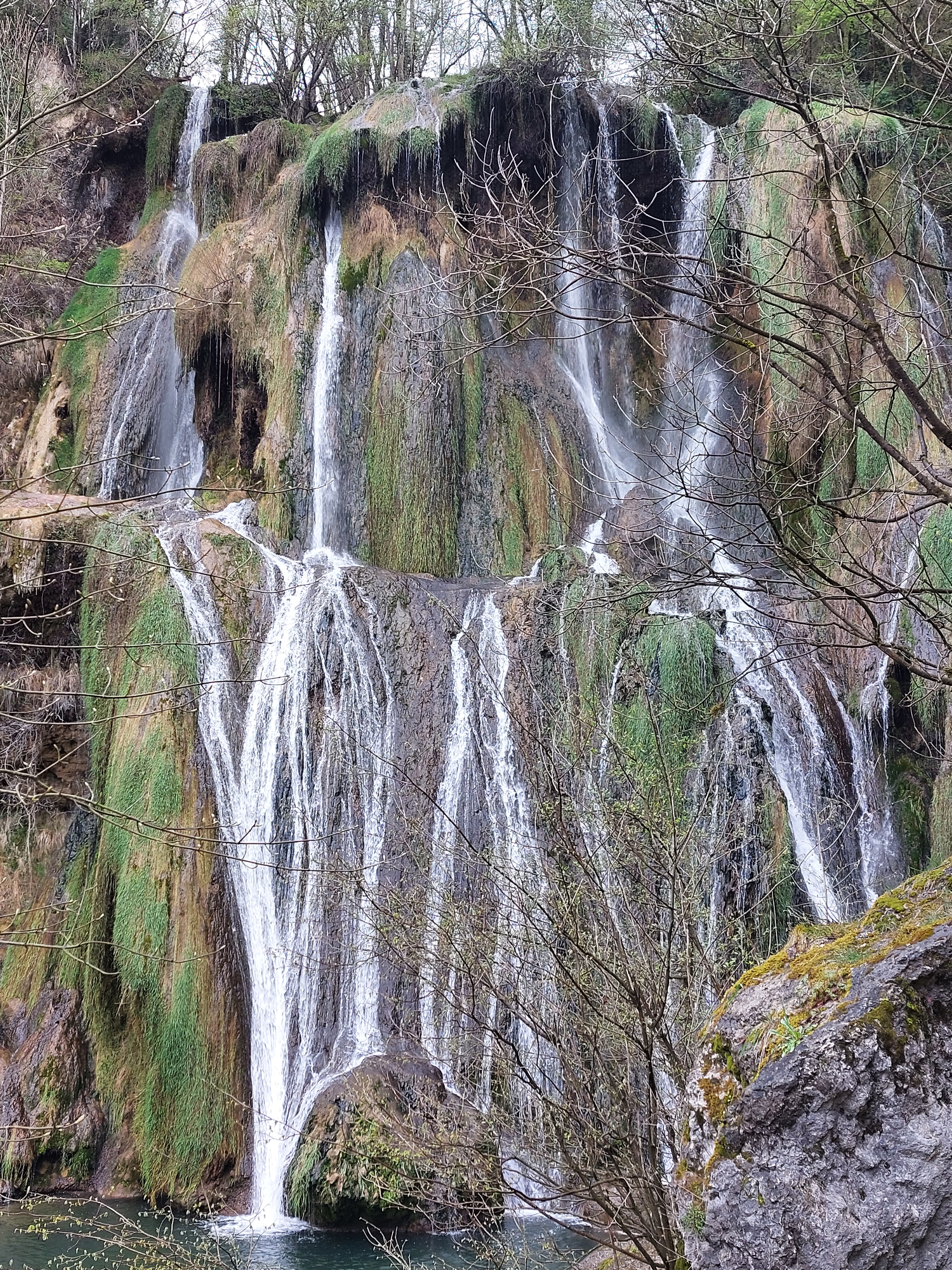
A Cascata de Glandieu, França

## Exemplos de quedas de água
| Algumas quedas de água      | Algumas quedas de água | Algumas quedas de água | Algumas quedas de água                                   | Algumas quedas de água |
| --------------------------- | ---------------------- | ---------------------- | -------------------------------------------------------- | ---------------------- |
| Nome                        | País                   | Desnível               | Notas                                                    |                        |
| Salto Ángel                 | Venezuela              | 979 m                  | A mais alta queda de água                                |                        |
| Cataratas do Tugela         | África do Sul          | 948 m                  | Mais alta de África                                      |                        |
| Cataratas Las Tres Hermanas | Peru                   | 914 m                  | Segunda mais alta da América do Sul                      |                        |
| Cataratas Olo'upena         | Estados Unidos (Havai) | 900 m                  | Mais alta da Oceania e dos Estados Unidos                |                        |
| Vinnufossen                 | Noruega                | 860 m                  | Mais alta da Europa                                      |                        |
| Cataratas James Bruce       | Canadá                 | 840 m                  | Mais alta da América do Norte                            |                        |
| Trou de Fer                 | França (Reunião)       | 725 m                  | Mais alta da França                                      |                        |
| Cataratas Savica            | Eslovênia              | 598 m                  | Mais alta da Eslovénia e dos Alpes (dependente da chuva) |                        |